# Raczyńskipaleis (Warschau)

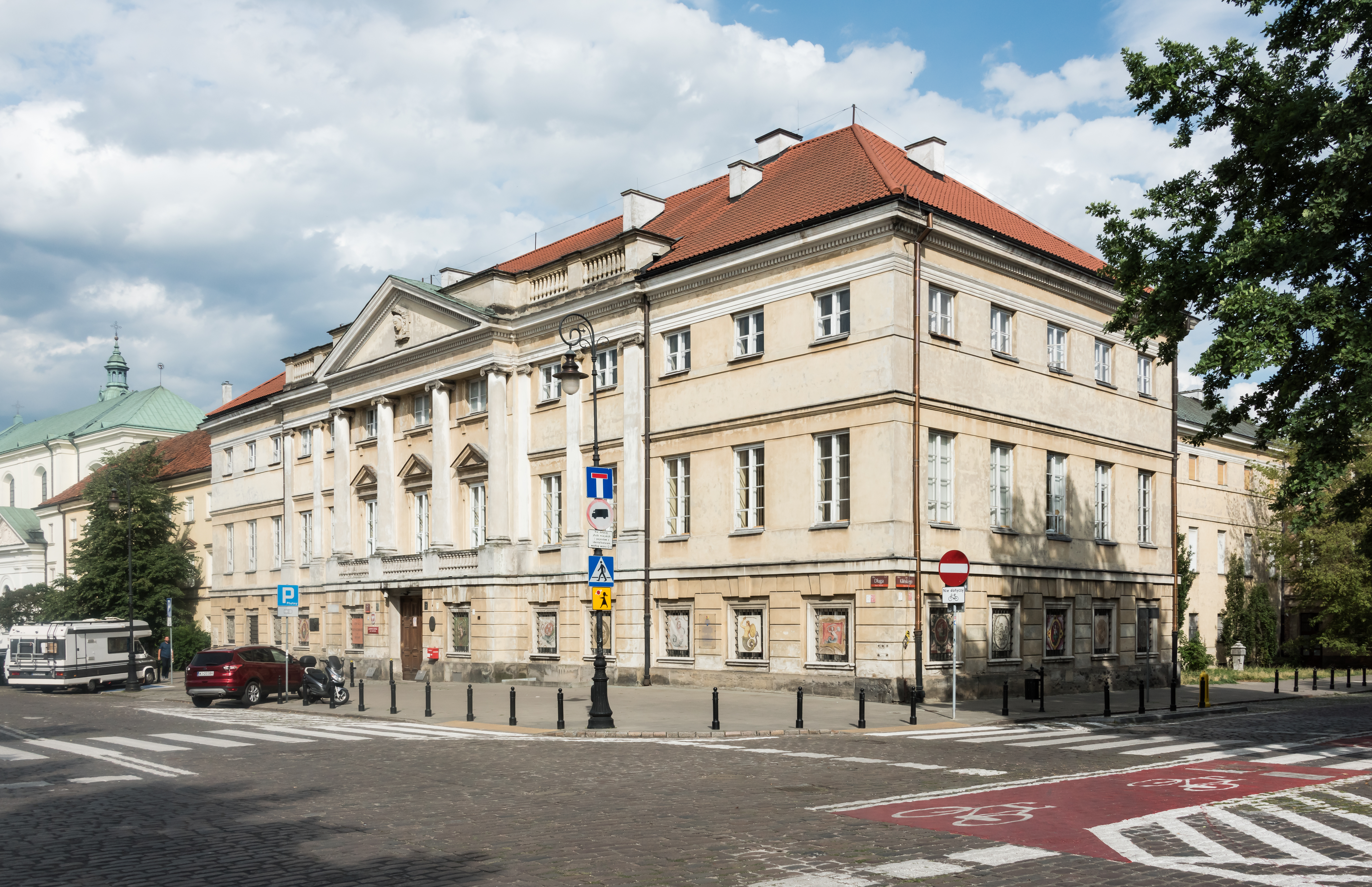
Raczyńskipaleis

Raczyńskipaleis (Pools: Pałac Raczyńskich) is een paleis gelegen in de Poolse hoofdstad Warschau.
Het is gelegen aan de Ulica Długa.

## Geschiedenis
In het begin van de 18de eeuw stond al een gebouw op het plek van het Raczyńskipaleis, waarschijnlijk gebouwd door de architect Tylman van Gameren voor Jacob Schulzendorff. In 1717 werd het paleis gekocht door bisschop Konstanty Szaniawski. 
In 1786 werd het paleis herbouwd in neoclassicistische stijl door architect John Chrystian Kamsetzer
Tijdens de Opstand van Kościusko in 1794 werden hier de zittingen gehouden van de Nationale Raad. Tijdens de napoleontische oorlogen woonden in het paleis de Franse maarschalken Joachim Murat, Louis Nicolas Davout en Lannes. In 1827 werd het paleis weer verkocht. Het werd onderdeel van de Russische Commissie van Justitie. Tijdens het Interbellum was het paleis de zetel van het Poolse ministerie van Justitie. Tijdens de Tweede Wereldoorlog was Raczyńskipaleis de zetel van de Duitse rechtsprekende instanties in het bezette Polen. Tijdens de Opstand van Warschau in 1944 deed het paleis dienst als ziekenhuis voor gewonde Poolse opstandelingen. 
Het paleis werd herbouwd tussen 1948 en 1950 door Władysław Kowalski en Boris Zinserlinga. De balzaal werd tussen 1972 en 1976 gerestaureerd.

## Architectuur
De gevel van het paleis is een voorbeeld van  streng classicisme. Met een strakke daklijst, ongedecoreerde vensteropeningen en een middenisaliet die als een klassiek tempelfront naar voren springt. Aan het paleis is een plaquette bevestigd die eraan herinnert dat de Duitsers in 1944 430 gewonden, die zij hier na de opgave van de oude Stad vonden, vermoorden. 